# 展望未来
Look Ahead是一套由BBC English于1995年发行的英语电视教学节目与教材，作者为Terry O'Neill和Peter Snow。在中国大陆有《展望未来》和《走向未来》两套引进改编版本。
《展望未来》由梅德明改编，上海外语教育出版社和朗文出版亚洲有限公司共同出版，是1996年起中国16所外语学校选择的教材。
《走向未来》由中央广播电视大学和外语教学与研究出版社联合引进改编，外语教学与研究出版社出版。教学节目曾于中央电视台及中国教育电视台播放。